# Rhodographa phaeoplaga
Rhodographa phaeoplaga är en fjärilsart som beskrevs av William Schaus 1899. Rhodographa phaeoplaga ingår i släktet Rhodographa och familjen björnspinnare. Inga underarter finns listade.